# 圣博内
圣博内（法語：Saint-Bonnet，法語發音：[sɛ̃ bɔnɛ]）是法国夏朗德省的一个市镇，位于该省南部偏西，属于干邑区。

## 地理
圣博内（45°28'39"N, 0°5'52"W）面积17.77 平方千米，位于法国新阿基坦大区夏朗德省，该省份为法国西部内陆省份，北起德塞夫勒省和维埃纳省，东临上维埃纳省，东南至多尔多涅省，南至多爾多涅省，西接滨海夏朗德省。
与圣博内接壤的市镇（或旧市镇、城区）包括：昂日迪克、巴伯济约-圣伊莱尔、沙利尼亚克、拉迪维尔、圣奥莱拉沙佩尔、萨勒德巴伯济约、维尼奥勒、瓦勒德维涅。

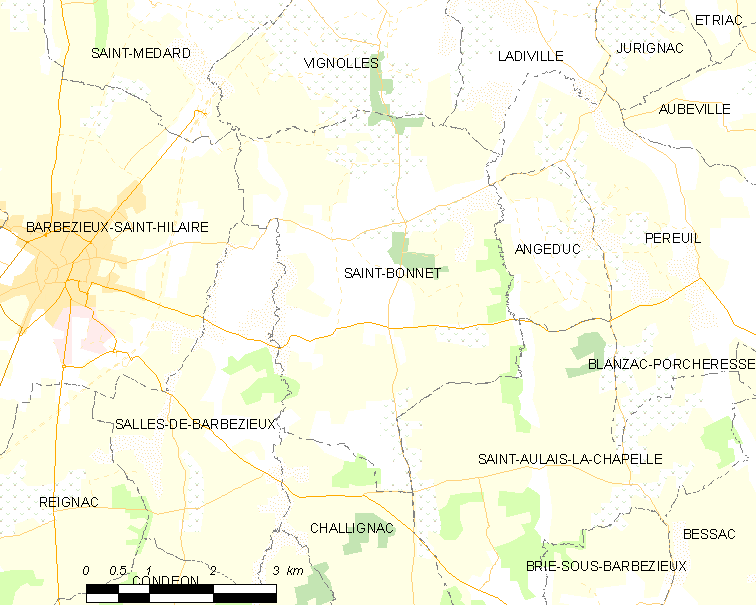
圣博内的OSM定位图

圣博内的时区为UTC+01:00、UTC+02:00（夏令时）。

## 行政
圣博内的邮政编码为16300，INSEE市镇编码为16303。

## 政治
圣博内所属的省级选区为夏朗德南县。

## 人口

1962-2008年间圣博内人口变化图示

圣博内于2022年1月1日时的人口数量为407人。